# Carlsson Autotechnik
Carlsson Autotechnik – niemieckie przedsiębiorstwo motoryzacyjne zajmujące się tuningiem samochodów marki Mercedes-Benz.
Przedsiębiorstwo założone zostało w 1989 roku, a jego siedziba mieści się w Merzig w kraju związkowym Saara.